# Попович (Болгария)
Попович (болг. Попович) — село в Болгарии. Находится в Варненской области, входит в общину Бяла. Население села на май 2013 года — 679 человек.
Расположено у реки Двойница, близ восточной части гор Стара-Планина, западнее побережья Чёрного моря в 7 км от города Обзор и в 13 км от города Бяла.

## Население
По данным переписи населения 2011 года в селе проживали 543 жителя. Национальный состав населения села:
| Национальность | Чел. | %      |
| -------------- | ---- | ------ |
| турки          | 181  | 60,5 % |
| цыгане         | 53   | 17,7 % |
| Всего опрошено | 299  |        |

| 1934 | 1946 | 1956 | 1965 | 1975 | 1985 | 1992 | 2001 | 2011 | 2012 |
| ---- | ---- | ---- | ---- | ---- | ---- | ---- | ---- | ---- | ---- |
| 886  | 691  | 692  | 583  | 468  | 436  | 374  | 479  | 543  | 567  |

## Политическая ситуация
Кмет кметства Попович — Антон Манев (Движение за права и свободы (ДПС)) по результатам выборов.